# Gingin
Gingin – miasto w Australii, w stanie Australia Zachodnia.